# Notre-Dame de Rocamadour (canot de sauvetage)
Notre-Dame de Rocamadour (SNS 097) est un bateau de la Société nationale de sauvetage en mer (SNSM) affecté à la station SNSM de Camaret-sur-Mer. Il fait partie de la série des canots tous temps de 15,50 m, série commencée en 1997. Ce canot tous temps avec une coque, un pont et des superstructures en CVR (composite verre-résine), est insubmersible, auto-redressable et échouable. Il peut ainsi affronter les mers les plus dures. Il appareille après le quart-d'heure qui suit l'alerte, elle-même déclenchée par le CROSS Corsen pour un sauvetage ou une évacuation sanitaire (EVASAN). Les canots tous temps sont reconnaissables à leur coque de couleur verte (couleur héritée de la SCSN) et à leur immatriculation « SNS 0nn ».

## Service
En 2013, le canot a sauvé environ 90 personnes .